# 6281 Strnad
6281 Strnad (1980 SD) là một tiểu hành tinh vành đai chính được phát hiện ngày 16 tháng 9 năm 1980 bởi A. Mrkos ở Klet. Nó được đặt theo tên Antonín Strnad.